# Bhola (Distrikt)
Bhola (bengalisch ভোলা জেলা, Bholā jelā) ist ein Verwaltungsdistrikt im südlichen Bangladesch, der innerhalb der Division Barishal, der übergeordneten Verwaltungseinheit liegt. Der Distrikt hat 1.776.795 Einwohner (Volkszählung 2011).
Der 3403,48 km² große Distrikt, der sich aus Inseln zusammensetzt, grenzt im Norden an die Nachbardistrikte Barishal und Lakshmipur, im Osten wiederum an Lakshmipur, aber auch an den Distrikt Noakhali. Zudem bildet an der östlichen Flanke der Fluss Meghna die natürliche Begrenzung. Im Süden liegt der Golf von Bengalen und im Westen der Fluss Tentulia. Bhola teilt sich im Westen zudem eine gemeinsame Grenze mit dem Distrikt Patuakhali.
Bhola ist unterteilt in die fünf Subdistrikte, die so genannten Upazilas: Bhola Sadar, Daulatkhan, Burdanuddin, Tazumuddin, Manpura, Lalmohan und Charfasson. Innerhalb dieser Sub-Verwaltungsstrukturen gibt es 60 Union Parishads (Dorfräte), 460 Dörfer und vier fünf Stadträte.
Die namensgebende Distrikthauptstadt ist das knapp 40.000 Einwohner zählende Bhola.